# Brian G. Hutton
Pour les articles homonymes, voir Hutton.
Brian Geoffrey Hutton est un réalisateur et acteur américain, né le 1er janvier 1935 à New York, État de New York (États-Unis) et mort le 19 août 2014 à Los Angeles (Californie). Il est surtout connu pour avoir réalisé deux films de guerre cultes avec Clint Eastwood : Quand les aigles attaquent (1968) et De l'or pour les braves (1970).

## Filmographie

### Comme réalisateur
- 1965 : Graine sauvage (en) (Wild Seed)
- 1966 : The Pad and How to Use It (en)
- 1968 : Les Corrupteurs (Sol Madrid)
- 1968 : Quand les aigles attaquent (Where Eagles Dare)
- 1970 : De l'or pour les braves (Kelly's Heroes)
- 1972 : Une belle tigresse (Zee and Co.)
- 1973 : Terreur dans la nuit (Night Watch)
- 1980 : De plein fouet (The First Deadly Sin)
- 1983 : Les Aventuriers du bout du monde (High Road to China)

### comme acteur
- 1957 : Carnival Rock de Roger Corman : Stanley
- 1957 : Prisonnier de la peur (Fear Strikes Out) de Robert Mulligan : Bernie Sherwill
- 1957 : Règlements de comptes à OK Corral (Gunfight at the O.K. Corral) de John Sturges : Rick
- 1958 : The Case Against Brooklyn (en) de Paul Wendkos : Jess Johnson
- 1958 : Bagarres au King Créole (King Creole) de Michael Curtiz : Sal
- 1959 : Le Dernier Train de Gun Hill (Last Train from Gun Hill) de John Sturges : Lewis, l'ami de Rick
- 1959 : Simon le pêcheur (The Big Fisherman) de Frank Borzage : John
- 1962 : Les Internes (The Interns) de David Swift : Dr Joe Parelli